# 에로스 라마초티
에로스 라마초티(이탈리아어: Eros Ramazzotti, Commendatore OMRI, 1963년 10월 28일 ~ )는 이탈리아의 싱어송라이터이다. 그의 곡 〈A Mezza via〉와 〈Dammi La Luna〉가 CF에 삽입되면서 한국에도 널리 알려졌다.
라 오레하 데 반 고흐의 전 보컬 아마이아 몬테이로와 친분이 있어서 아마이아 몬테이로가 그의 노래를 피처링했다.

## 서훈
- 2006년 이탈리아 공화국 공로장 콤멘다토레(Commendatore OMRI)[2]